# I. Lázár szerb cár
Szent Lázár Hrbeljanovics (szerbül: Стефан Лазар Хребељановић), (1329 – 1389. június 15.) szerb fejedelem 1371-től, cár 1377-től haláláig.
A Nemanjákkal való rokonság folytán emelt igényeket a szerb trónra, mert felesége Milica, Jug Bogdán leánya, IV. István Uroš közeli rokona, a Nemanja-családból származott. Lázár egyik nővérét Ifj. Garai Miklós vette feleségül. Vukasin főúr halála után Lázár lett a legtekintélyesebb szerb knéz, és így a Nemanja-párti főurakkal együtt versenytársainak legyőzéséhez látott. A szerb trónra igényt tartottak Vukasin fiai és a bosznia Tvrtko is. Lázár – hogy ellenfelei és a fenyegető törökség ellen támasza legyen – elismerte Magyarország fennhatóságát és 1377-ben Prizrendben cárrá koronáztatta magát. A törökök már 1381-ben megrohanták Szerbiát, de visszaverték őket. 1386-ban azonban sikerült elfoglalniok Ništ. 1387-ben Lázár Plocsniknál fényes győzelmet aratott a törökökön, de belátta, hogy sokáig nem állhat ellen a török áramlatnak egymagában, így szövetségbe vonta a balkáni szlávokat. Ennek a szövetségnek legjelentékenyebb tagjai I. Tvrtko bosnyák király és Iván Sisman bolgár cár voltak. (Iván ugyan már török adófizető volt, de a plocsniki szerb diadal hírére nyíltan elpártolt a töröktől.) Lázárnak továbbá sikerült Magyarországot is bevonni a szövetségbe. Amikor I. Murád erről értesült, 300 000 emberrel indult Lázár ellen: a két hadsereg Rigómezőn találkozott. A szerbekre nézve végzetes volt a csata. Lázár bátran harcolt, de kifáradt lováról leszállván, másikra cserélendő, a szerb sereg megrémült, hogy cárjuk elesett, és menekülésre fogta a dolgot. Így nem volt nehéz a törököknek fogságba ejteni Lázárt. A csata alatt meggyilkolt Murád helyére lépő új szultán, I. Bajazid pedig kivégeztette.
A krónika így tudósít haláláról:

Lázárt, aki igen Istenfélő fejedelem volt, a szerb nép szentként tiszteli; ereklyéi a fruskagorai vrdniki zárdában, a Szerémségben nyugszanak.